# Артемьев, Алексей Артемьевич
Алексе́й Арте́мьевич Арте́мьев  (1748—1820) — правовед, переводчик, первый выпускник юридического факультета Императорского Московского университета.

## Биография
Из разночинцев. С 1755 учился в университетской гимназии, в 1764 произведён в студенты Московского университета. Прослушал полный курс лекций философского и юридического факультетов. Под руководством С. Е. Десницкого Артемьев вместе со студентом Иваном Борзовым перевёл с латинского языка лекции профессора Ф. Г. Дильтея «Начальные основания вексельного права для употребления в юридическом факультете Московском» (изданы в 1768). 9.10.1770 Артемьев вместе с Борзовым сдали экзамены, показав «исключительные успехи в юридических науках», удостоены золотых медалей. После экзамена вице-директор Московского университета А. А. Тейльс доносил, что «сии двое» могут считать «учение своё совершенно окончившими», тогда как ранее выходившие из университета в службу студенты «были почти все не окончившие надлежащим образом ни одного факультета, и были все или взяты указами… или сами о награждении и определении в службу просили».
После окончания обучения (1770) был оставлен в Московском университете. В дальнейшем «имел смотрение над классами», получил чин поручика (1779); надзирал за домами университета в чине надворного советника. С 1806 года — экзекутор Московского университета. Занимался хозяйственными вопросами, например, нанимал помещения для студентов.
В сентябре 1812 года остался в Москве после того, как туда вошли французские войска. Вместе с профессором Х.-Ю.-Л. Штельцером пережил пожар университетских зданий. 
В работе «Краткое начертание римских и российских прав» Артемьев предпринял попытку «осуществить разработку положительного права, которая соответствовала бы всецело философско-догматическим приёмам Лангера», который был его непосредственным учителем. Одновременно автор показал себя последовательным сторонником гуманизма, выступив против бесчеловечных и жестоких наказаний, применяемых к осуждённым, полагая, что каждому нужно воздавать по содеянному:

Сколь бесчеловечно сие наказание, всяк усмотреть может: ибо разрушать на части и рвать живое человеческое тело на куски, возя оное по улицам, есть дело, которое человечество, сколько бы ни было оно раздражено на виноватого, не может терпеть. И таковые чинимые казни, выходя за предел человечества, поистине теряют свой успех…, часто ожесточают сердца подданных, а иногда причиною бывают великих смятений и бунтов
Артемьев плодотворно занимался переводами. Помимо переведённого ещё в студенческие годы лекций профессора Ф. Г. Дильтея «Начальные основания вексельного права для употребления в юридическом факультете Московском», перевёл и опубликовал работу Демосфена «Первая Демосфенова речь против Филиппа, говоренная в архонство Аристодема в первом году его седьмой Олимпиады, а в девятом Филиппова правления» (СПб., 1776).
А. А. Артемьев скончался в 1823 году в чине коллежского советника.

## Избранная библиография
- Краткое начертание римских и российских прав с показанием купно обоих равномерно, как и чиноположения оных историй. Москва. 1777, 1782
- Добродетельная душа или Нравоучительные правила в пользу и научение юношества из древних и новейших мудрецов, выбранные и на российский язык, переведённые подпоручиком Алексеем Артемьевым. СПб. 1777, М. 1782